# Leptodactylus albilabris
Leptodactylus albilabris là một loài ếch trong họ Leptodactylidae. Tên gọi bản địa của nó là ranita de labio blanco hoặc ranite de labio blanco ("ếch nhỏ môi trắng").
Nó được tìm thấy ở Puerto Rico, quần đảo Virgin thuộc Anh, và quần đảo Virgin thuộc Mỹ.
Các môi trường sống tự nhiên của chúng là các khu rừng ẩm ướt đất thấp nhiệt đới hoặc cận nhiệt đới, sông, đầm nước, đầm nước ngọt, các đồn điền, vườn nông thôn, các khu rừng trước đây bị suy thoái nặng nề, và đất có tưới tiêu.

## Hình ảnh

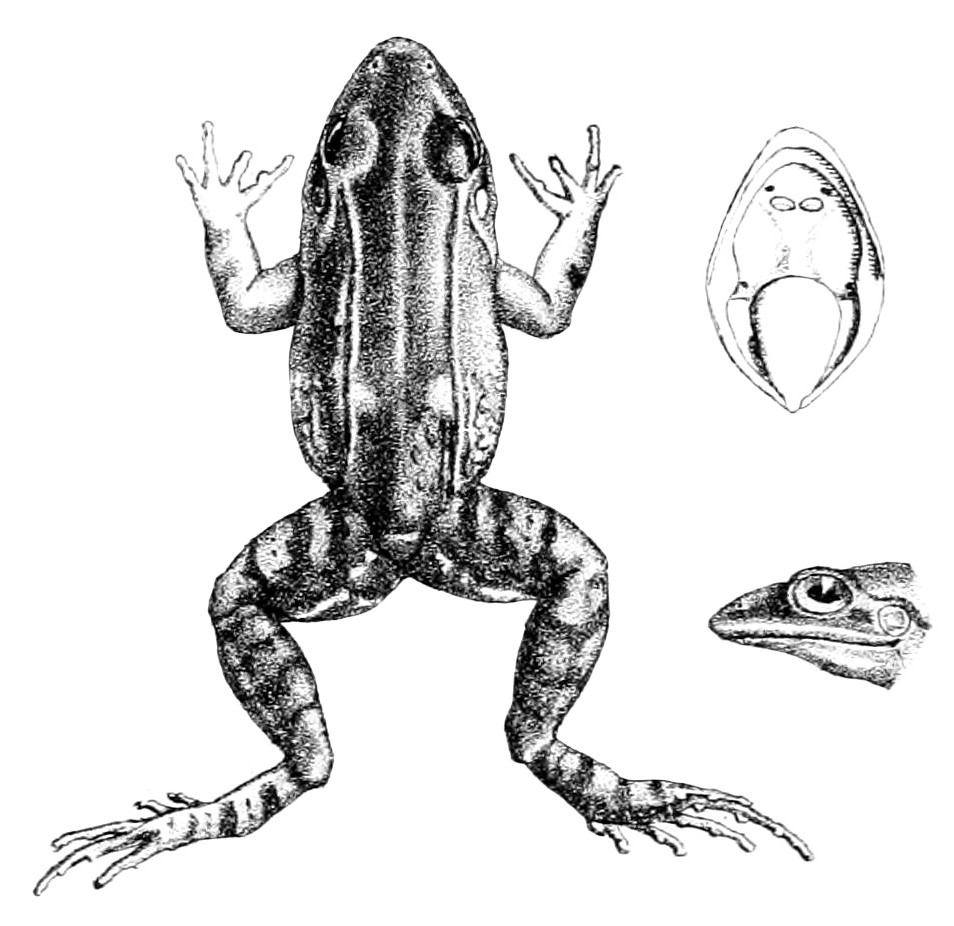
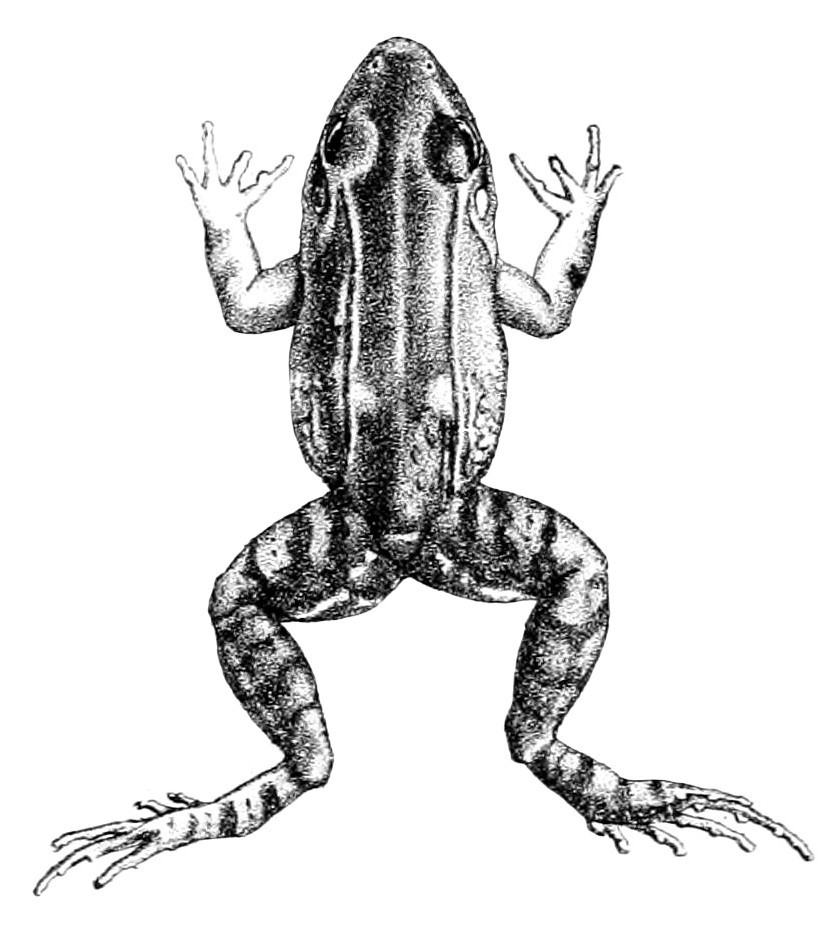